# Yalding
Yalding is een civil parish in het bestuurlijke gebied Maidstone, in het Engelse graafschap Kent.